# Depósitos de Electris
Los depósitos de Electris son sedimentos de tonos claros de 100 a 200 m de espesor en Marte. Parecen ser débiles porque se ven pocas rocas asociadas con ellos. El depósito cubre principalmente suelo desde 30° S hasta 45° S y desde 160° E hasta 200° E. Entonces, parte de él se encuentra en el cuadrángulo de Phaethontis y el resto en el cuadrángulo de Eridania. Trabajos recientes con imágenes de HiRISE llevan a los científicos a creer que el depósito es una acumulación de loess que inicialmente se produjo a partir de materiales volcánicos en Tharsis u otros centros volcánicos. Usando un modelo climático global, un grupo de investigadores encabezado por Laura Kerber descubrió que los depósitos de Electris podrían haberse formado fácilmente a partir de las cenizas de los volcanes Apollinaris Mons, Arsia Mons y posiblemente Pavonis Mons. Su nombre es una de las características de albedo en Marte. En la mitología, era la isla principal de las "Electrides", islas que se dice que producen ámbar.

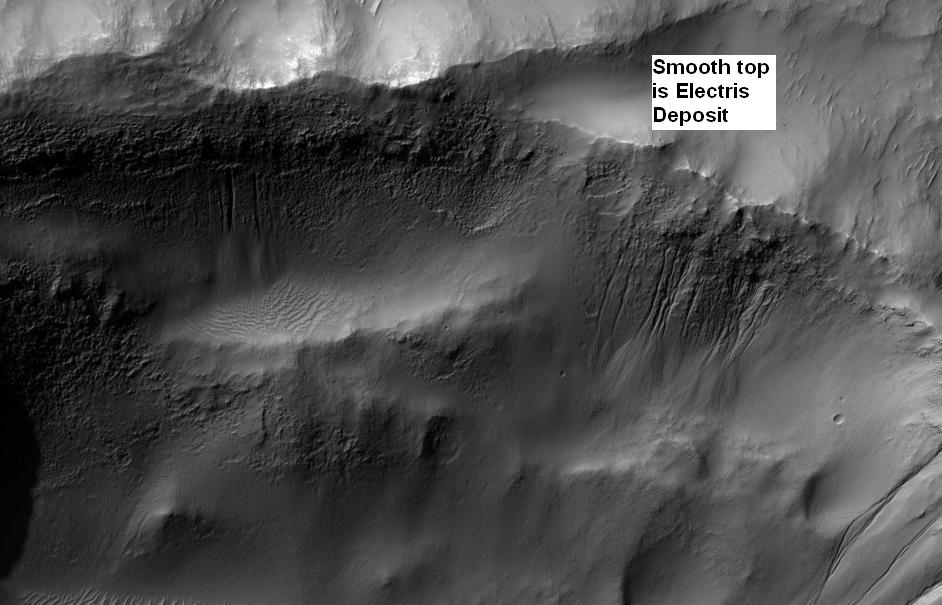
Depósito de electris, visto por HiRISE. El depósito de Electris es de tonos claros y suave en la imagen en contraste con los materiales rugosos de abajo. La ubicación es el cuadrángulo de Phaethontis.
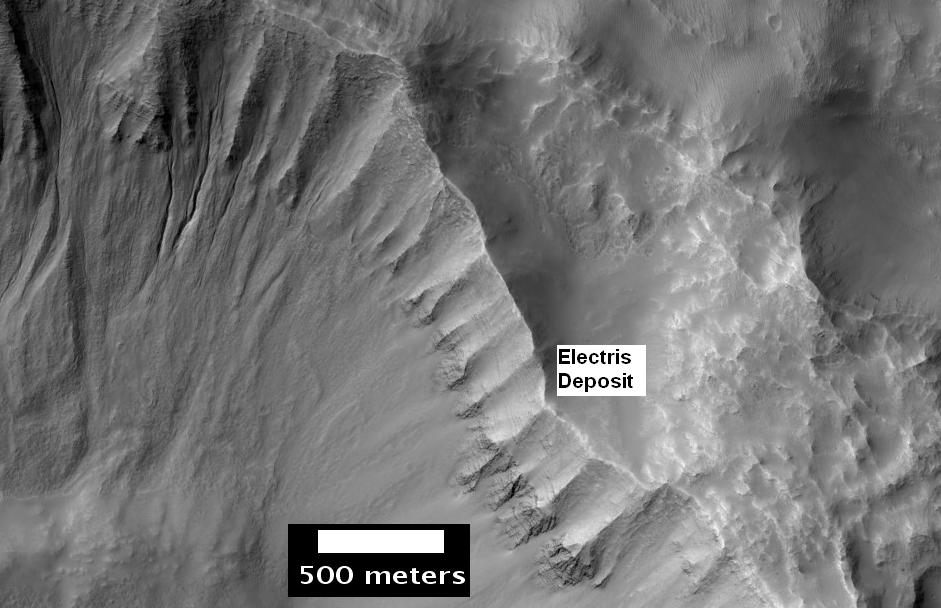
Capas en depósito Electris de tonos claros, como las ve HiRISE. Los barrancos son visibles a la izquierda.